# Erra (déu)
Erra, de vegades anomenat Irra, va ser, segons la mitologia mesopotàmica, (a Accad i a Babilònia) un déu de la guerra, del caos, de la pestilència, dels disturbis i dels períodes de confusió política. En alguns períodes se l'assimilava amb Nergal.
És conegut sobretot pel que s'explica d'ell en una narració escrita durant el primer mil·lenni abans de la nostra era per un sacerdot del temple de Marduk a Babilònia, anomenada El poema d'Erra, o L'epopeia d'Erra.
Aquest text parla dels Sebitti o Sebetti, set déus menors (sempre set), que demanen a Erra que els dirigeixi per aconseguir la destrucció de la humanitat. Aconsegueixen que Marduk deixi Babilònia i provoquen una revolta dels babilonis contra el seu rei, que amb l'exèrcit els va matant. Quan els pobles estrangers invadeixen Babilònia, els set déus encapçalats per Erra estenen sobre ells una greu pestilència. Al veure la destrucció, Erra es retira i les pregàries dels homes fan que els Sebitti es retirin també i el perill s'acabi.
El Poema d'Erra aviat va adquirir funcions màgiques, i frases extretes del llibre s'inscrivien en amulets que es feien servir com a exorcismes per allunyar les pestes.